# Tetrastichus cuproideus
Tetrastichus cuproideus är en stekelart som beskrevs av Howard 1897. Tetrastichus cuproideus ingår i släktet Tetrastichus och familjen finglanssteklar. Inga underarter finns listade i Catalogue of Life.